# Rio Fulda
O rio Fulda é um rio alemão que atravessa o estado de Hesse, é uma das duas nascentes do rio Weser (sendo a outra o Werra). O rio Fulda tem 220 km de comprimento.
Suas nascentes estão em Wasserkuppe nas montanhas do Rhön. De lá, segue em direção nordeste rodeado pelas montanhas Knull no oeste e pela Seulings Forest no leste. Próximo a Bebra ele muda de direção para o noroeste. Depois de se juntar ao rio Eder o Fulda flui em linha reta para o norte até Kassel e muda de direção ao nordeste, deixando a floresta Kaufungen a leste e os começos da floresta Rheinhards a noroeste. Ele finalmente encontra o Werra em Hann. Münden, onde ambos se unem para formar o rio Weser.
Ao longo do curso do rio Fulda encontram-se as seguintes cidades e vilas.
- Gersfeld
- Fulda
- Bad Hersfeld
- Bebra
- Rotenburg
- Melsungen
- Kassel